# Nikola Kostić
Nikola Kostić (serbisch-kyrillisch Никола Костић, * 4. Februar 2004) ist ein serbischer Sprinter und Hürdenläufer, der sich auf die 400-Meter-Distanz spezialisiert hat.

## Sportliche Laufbahn
Erste internationale Erfahrungen sammelte Nikola Kostić im Jahr 2022, als er bei den U20-Balkan-Hallenmeisterschaften in Belgrad in 49,48 s den sechsten Platz über 400 Meter belegte und mit der serbischen 4-mal-400-Meter-Staffel in 3:18,62 min die Bronzemedaille gewann. Im Juni gelangte er bei den Balkan-Meisterschaften in Craiova mit 52,46 s auf den sechsten Platz im 400-Meter-Hürdenlauf und anschließend schied er bei den U20-Weltmeisterschaften in Cali mit 53,26 s in der ersten Runde aus. Im Jahr darauf wurde er bei der 2. Liga der Team-Europameisterschaft im Rahmen der Europaspiele in Chorzów in 49,77 s Vierter im A-Lauf über 400 m Hürden und gelangte mit der Mixed-Staffel über 4-mal 400 Meter mit 3:31,27 min auf Rang drei im B-Lauf. Anschließend gewann er bei den Balkan-Meisterschaften in Kraljevo in 50,21 s die Bronzemedaille über 400 m Hürden hinter den Türken Yasmani Copello und Berke Akçam, ehe er bei den U20-Europameisterschaften in Jerusalem in 50,58 s den fünften Platz belegte. 2024 gewann er bei den Balkan-Meisterschaften in Izmir in 49,54 s die Silbermedaille im Hürdenlauf hinter dem Türken Berke Akçam und siegte in 3:22,67 min in der Mixed-Staffel. Anschließend schied er bei den Europameisterschaften in Rom mit 50,48 s in der ersten Runde über die Hürden aus und im Jahr darauf belegte er bei den Balkan-Hallenmeisterschaften in Belgrad in 47,65 s den siebten Platz über 400 Meter.
2024 wurde Kostić serbischer Meister im 400-Meter-Hürdenlauf.

## Persönliche Bestleistungen
- 400 Meter: 47,66 s, 1. Juli 2023 in Novi Pazar
  - 400 Meter (Halle): 47,64 s, 29. Januar 2025 in Belgrad
- 400 m Hürden: 49,54 s, 25. Mai 2024 in Izmir